# Не (река)
Не (фр. Né) је река у Француској. Дуга је 66 km. Улива се у Шарант. 